# Ourisia coccinea
Ourisia coccinea es una especie de planta con flores de la familia Plantaginaceae que es endémica de los hábitats montañosos de los Andes del sur de Chile y Argentina. Christiaan Hendrik Persoon describió O. coccinea en 1806. Las plantas de esta especie son hierbas perennes, peludas y en roseta con hojas crenadas.Cada racimo largo y erecto tiene hasta 30 flores, y cada flor tiene un cáliz regular y una corola roja, larga y bilabiada, en forma de embudo tubular, con dos estambres exertados y dos estambres incluidos. El cáliz es peludo con una mezcla de pelos glandulares y no glandulares, y la corola suele ser sin pelos o con algunos pelos glandulares en el exterior. Hay dos subespecies alopátricas que se pueden distinguir por los bordes y pelos de las hojas, y por los pelos del pedicelo. Se utiliza a menudo como planta ornamental.

## Descripción

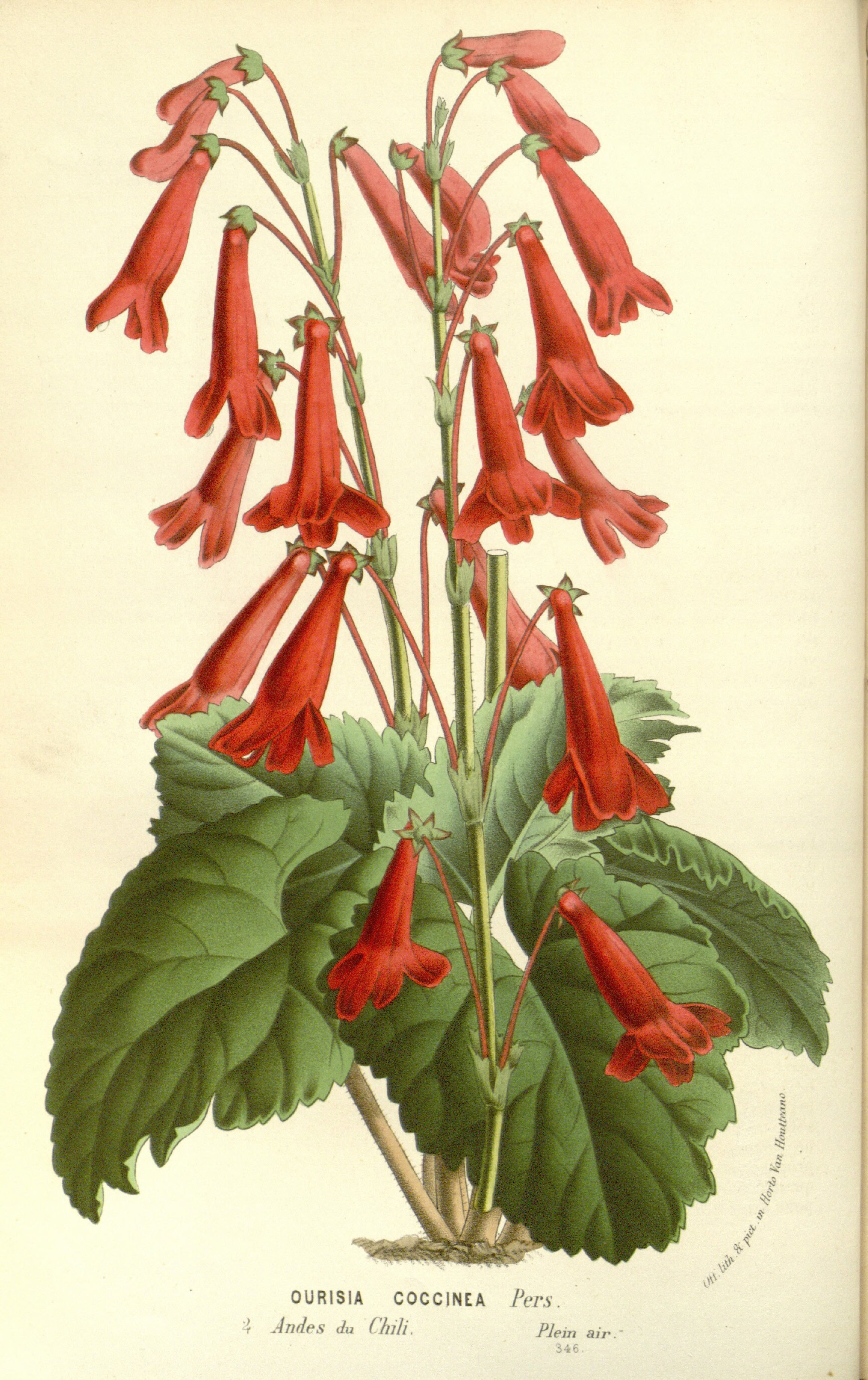
Ilustración en color de O. coccinea

Las plantas de Ourisia coccinea son hierbas perennes, erectas y con forma de roseta. Los tallos cortos miden entre 2,8 y 8,9 mm de ancho y son glabros (sin pelos) o raramente pilosos, con pelos largos no glandulares. Las hojas están agrupadas estrechamente en una subroseta o roseta, y son pecioladas, de 16,6 a 92,1 mm de largo y de 14,2 a 74,3 mm de ancho (relación largo:ancho 0,8–1,7:1). Los pecíolos de las hojas miden entre 2 y 14 cm de largo y son densamente pilosas con pelos largos no glandulares. Las láminas de las hojas son estrechamente ovadas, ovadas, ampliamente ovadas o muy ampliamente ovadas, más anchas debajo de la mitad, generalmente con un ápice redondeado, base cordada o truncada y bordes crenados o doblemente crenados que a veces también son lobulados. Ambas superficies de las hojas son glabras o escasamente pilosas con pelos no glandulares, y el envés también es punteado. Las inflorescencias son erectas, con racimos peludos de hasta 53 cm de largo, con 3 hasta 8 nudos florales y hasta 29 flores por racimo. Cada nodo floral tiene 1 o 2 flores y 2 brácteas pecioladas a sésiles que son oblanceoladas a obovadas o lanceoladas a muy ampliamente ovadas. Las brácteas son similares a las hojas pero más pequeñas, de 3,6 a 24,1 mm de largo y de 1,1 a 13,3 mm de ancho y pecioladas (sólo las brácteas inferiores) o sésiles. Las flores nacen en un pedúnculo de hasta 85,2 mm de largo y son escasamente a densamente pilosas con pelos glandulares y diminutos o más largos (de 0,1 mm a 0,7 mm de largo). El cáliz mide entre 2,6 y 9,4 mm de largo, y es regular, con los 5 lóbulos igualmente divididos hasta la base del cáliz, glabro o a veces peludo con una mezcla de pelos no glandulares y glandulares en el exterior del cáliz. La corola mide entre 30,9 y 35,0 mm de largo (incluyendo el tubo de la corola que mide 19,7 a 29,9 mm de largo), y es recta o ligeramente curvada, bilabiada, tubular-embutida, roja, con estrías paralelas oscuras, glabra o pilosa con pelos glandulares diminutos y sésiles en el exterior y glabra en el interior. Los lóbulos de la corola son de 3,0 a 10,5 mm de largo, no extendidos o muy extendidos, subrectangulares o redondeados y profundamente emarginados. Hay 4 estambres que son didínamos, con dos estambres largos que se extienden (son exertados) y dos estambres cortos que llegan hasta la apertura del tubo de la corola o están incluidos. El estilo es de 20.1 a 30.6 mm de largo, postede, con estigma emarginado o capitado. El ovario mide entre 3,5 y 4,3 mm de largo. Los frutos son cápsulas con dehiscencia loculicida. Se desconoce el número de semillas en cada cápsula pero las semillas miden entre 0,6 y 1,2  mm de largo y de 0,2 a 0,8 mm de ancho, son elípticas, con una cubierta reticulada (que tiene un patrón similar a una red) débilmente bicapa (o a veces monocapa) con retículos primarios gruesos, lisos y poco profundos. 
Ourisia coccinea florece y fructifica de octubre a marzo. 

## Distribución y hábitat

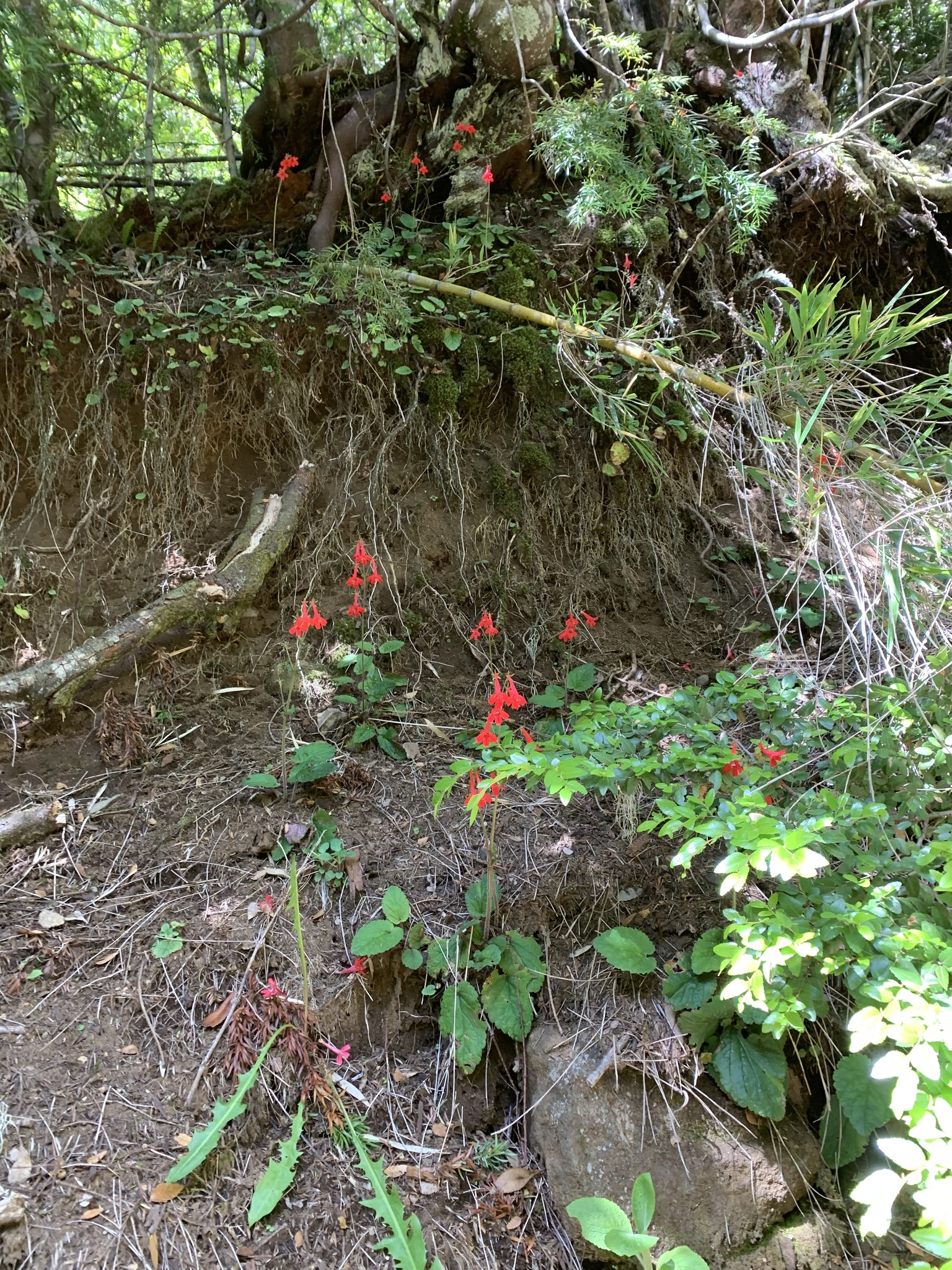
Hábitat forestal y sombreado de O. coccinea

Ourisia coccinea es originaria de las montañas de los Andes de Chile y Argentina desde aproximadamente los 31°S a los 46°S de latitud. En Chile se encuentra en las regiones de Coquimbo, Metropolitana, O'Higgins, Maule, Ñuble, Biobío, Araucanía, Los Ríos, Los Lagos y Aysén, y en Argentina se encuentra en la provincia de Neuquén. Se puede encontrar desde el nivel del mar hasta los 2600 m de altitud en hábitats rocosos y húmedos, incluso cerca de aguas corrientes, a menudo en bosques sombreados. 

## Taxonomía
Ourisia coccinea pertenece a la familia de plantas Plantaginaceae.  Dichroma coccinea fue descrita por primera vez por el botánico español Antonio José Cavanilles en 1801,  y Christiaan Hendrik Persoon la transfirió al género Ourisia - como O. coccinea - en 1806.  
El material tipo fue recolectado en la Región de Los Lagos, en San Carlos de Chiloé (hoy Ancud ), por Luis Neé durante la Expedición Malaspina .   El holotipo se encuentra en el Real Jardín Botánico de Madrid (herbario MA) (MA-475622!).  
Ourisia vellosa, que fue descrita por el botánico chileno y sacerdote jesuita Juan Ignacio Molina en 1810, es un sinónimo de O. coccinea. 
Ourisia coccinea es una de las diez especies de Ourisia en los Andes del sur de Chile y Argentina, junto con Ourisia breviflora, O. alpina, O. fragrans, O. fuegiana, O. pygmaea, O. ruellioides, O. microphylla, O. polyantha y O. serpyllifolia.  O. coccinea y las primeras seis especies enumeradas anteriormente pertenecen al subgénero herbáceo Ourisia, mientras que O. microphylla, O. polyantha y O. serpyllifolia son las únicas tres especies del subgénero sufruticoso Suffruticosa . 
Ourisia coccinea es más similar a O. alpina en sus corolas fuertemente bilabiadas con líneas oscuras, hábito en roseta y hojas regularmente crenadas.  O. coccinea se puede distinguir de O. alpina por sus corolas rojas largas que miden más de 2,7 cm de largo (en comparación con corolas rosadas que miden entre 1,1 y 2,2 cm de largo en O. alpina) y lóbulos de la corola que no se extienden (en comparación con los que se extienden en O. alpina). 
En el tratamiento taxonómico más reciente se reconocen dos subespecies alopátricas de O. coccinea: O. coccinea subsp. coccinea de las partes más orientales y meridionales de su área de distribución, y O. coccinea subsp. elegans de las zonas norte y oeste.  Las subespecies se pueden distinguir entre sí por los bordes y los pelos de las hojas, y por los pelos del pedúnculo. 
Es decir, O. coccinea subsp. coccinea tiene hojas crenadas pero no lobuladas que son peludas en la superficie superior, y también tiene pedicelos que son densamente peludos con pelos glandulares cortos a largos (de 0,1 a 0,7 mm de largo). En cambio, O. coccinea subsp. elegans tiene hojas crenadas y lobuladas, que no tienen pelos en la superficie superior, y también tiene pedicelos escasamente peludos con pequeños pelos glandulares subsésiles (de menos de 0,1 mm de largo). 

## Filogenia
Se incluyó un individuo de O. coccinea (subsp. elegans) en un análisis filogenético de todas las especies del género Ourisia, utilizando marcadores de secuenciación de ADN estándar (dos marcadores de ADN ribosómico nuclear y dos regiones de ADN de cloroplasto) y datos morfológicos.   En esos análisis, Ourisia coccinea siempre estuvo ubicada con un alto apoyo en el clado de especies herbáceas andinas, y siempre fue altamente apoyada como la especie hermana de O. alpina.  

## Etnobotánica y usos
En el idioma mapuche, Ourisia coccinea se llama ehuelpué, que se traduce al español como "estómago con vómitos" haciendo referencia a su uso como medicamento para los vómitos.  A menudo se la utiliza como una planta ornamental en jardines.

## Polinización
Aunque las flores de O. coccinea se ajustan al síndrome de polinización por colibrí, lo que sugiere ornitofilia, y tienen abundante néctar, no se observaron colibríes visitando esta especie durante el curso de un estudio en la isla de Chiloé. 

## Galería

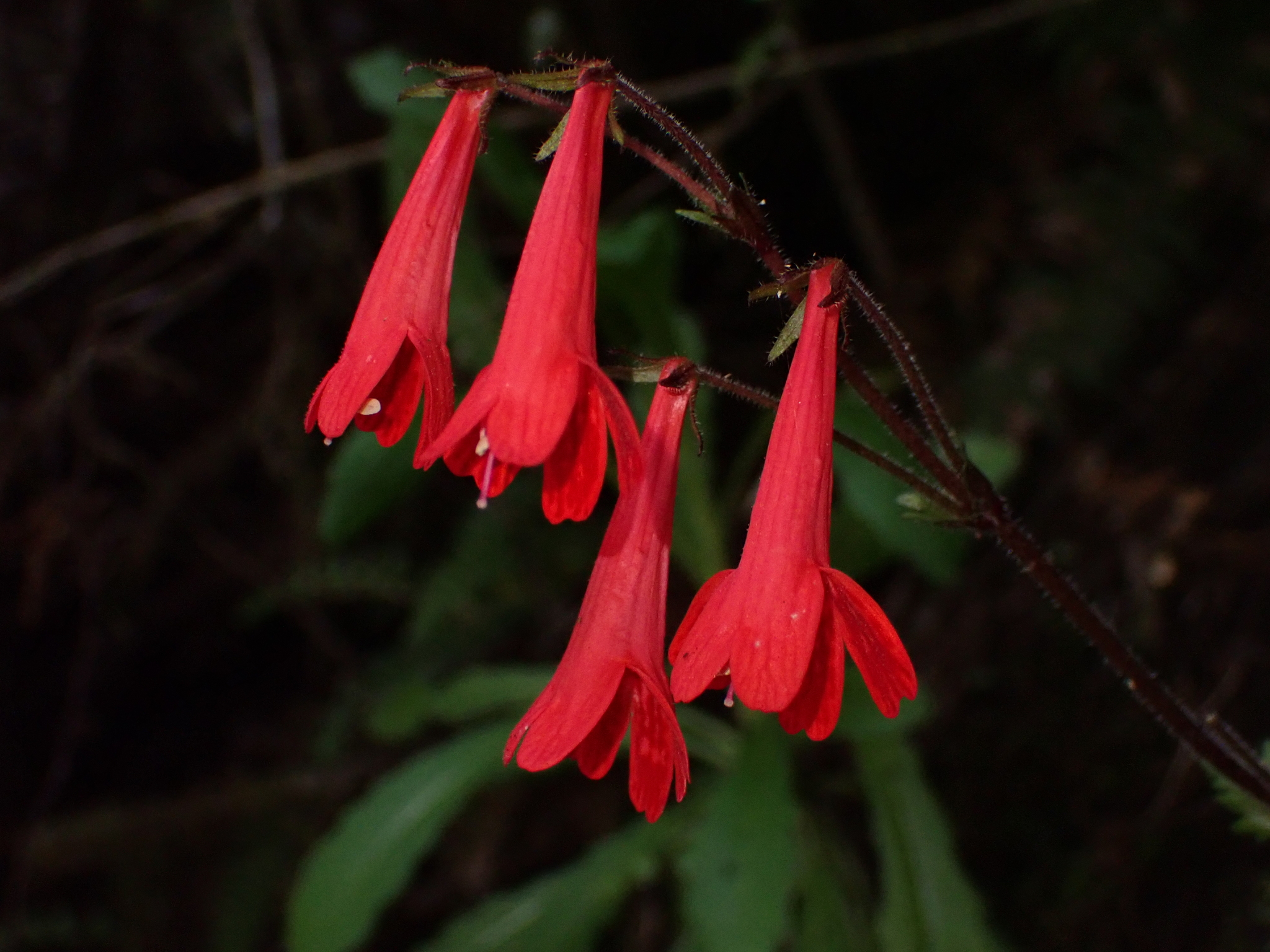
Flores tubulares rojas
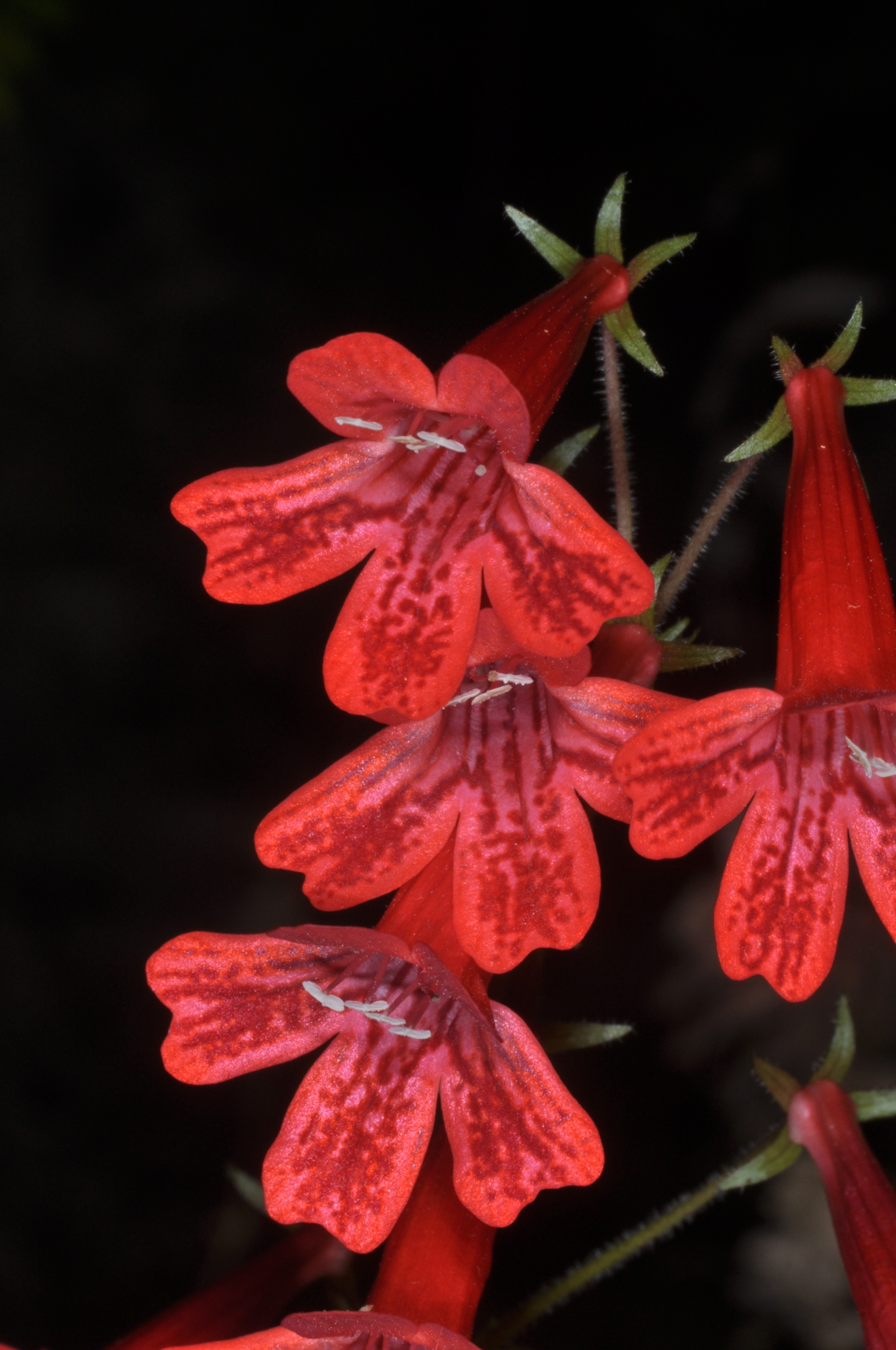
Corolas
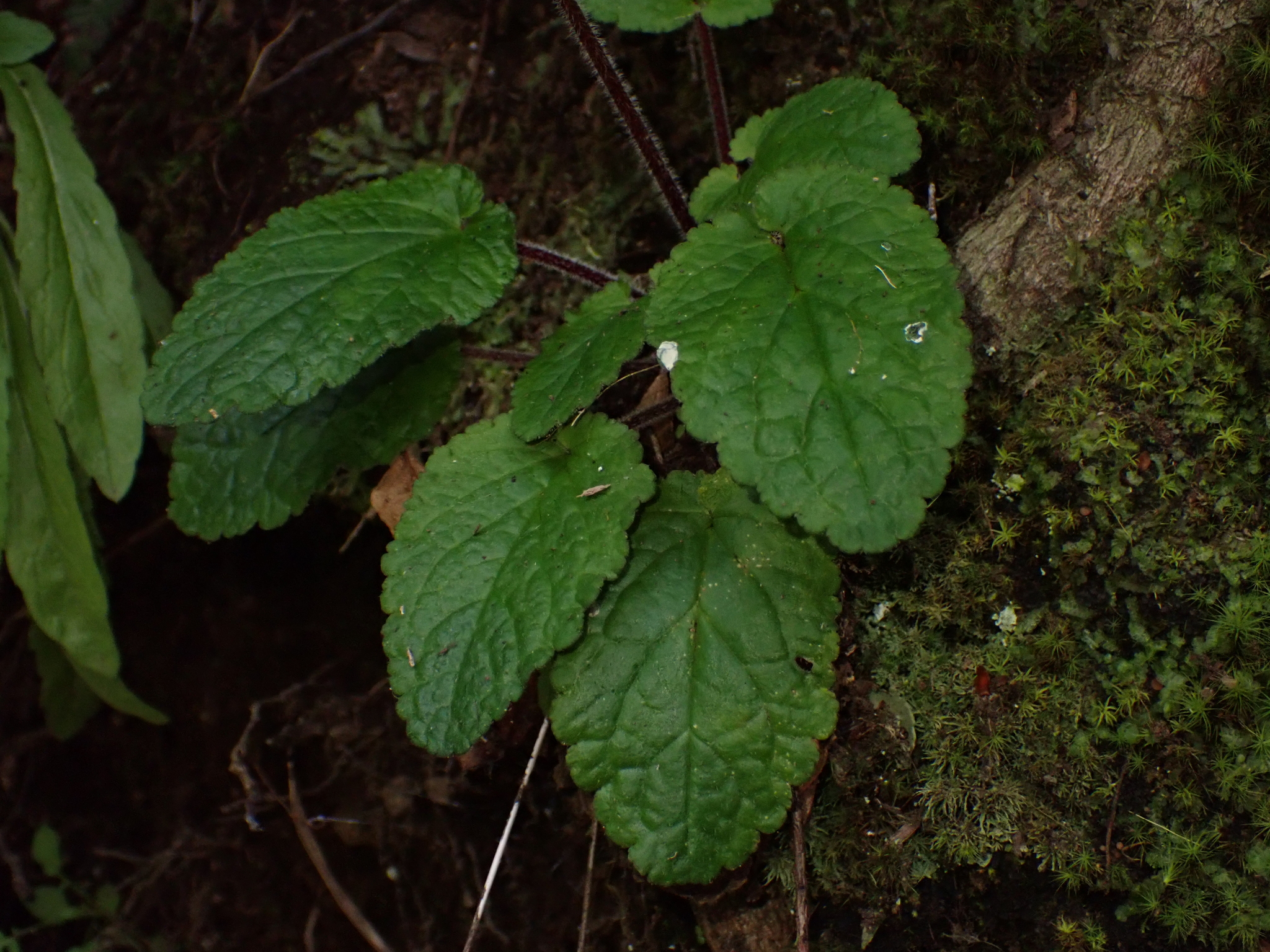
Hojas
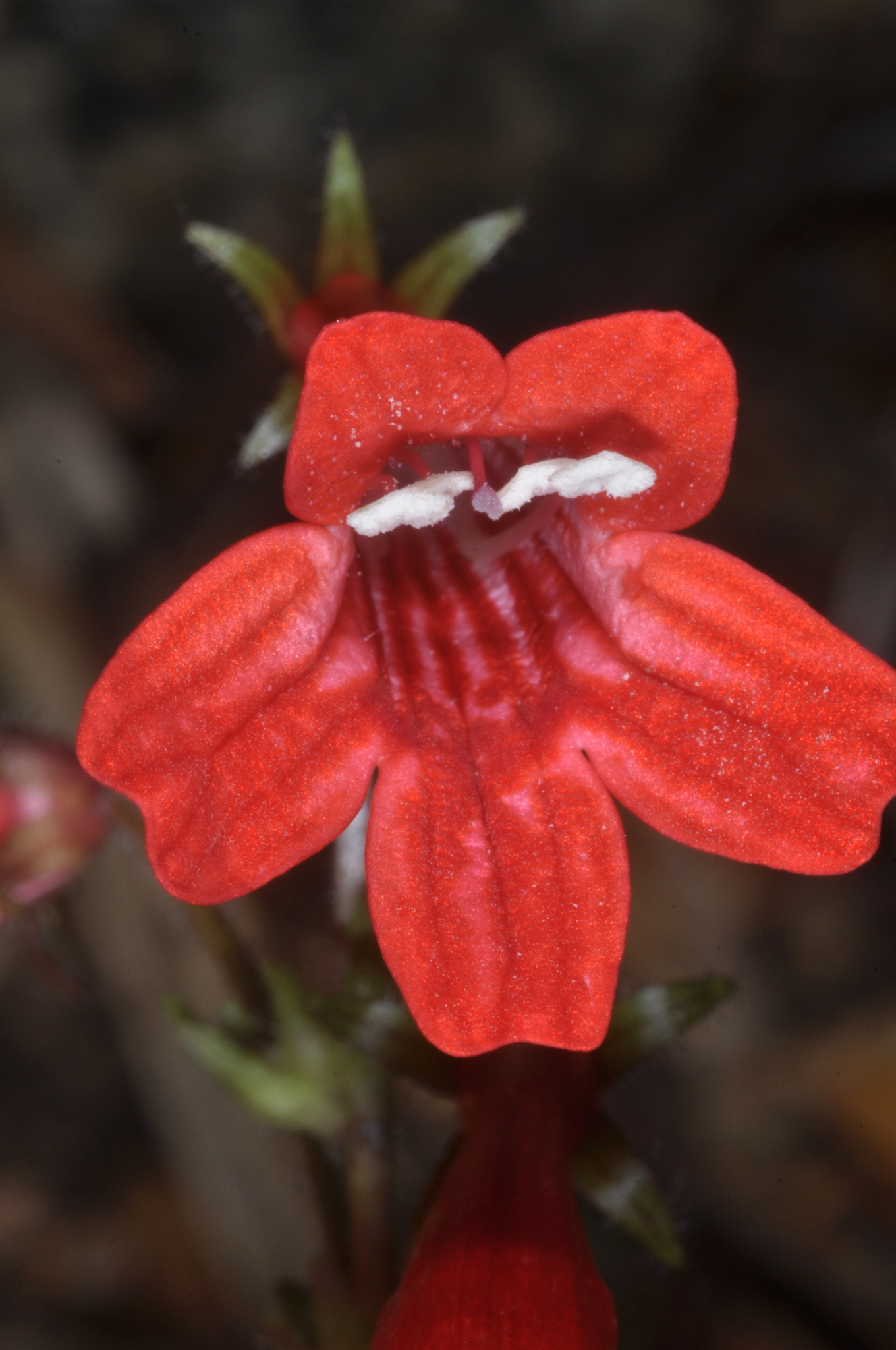
Corola con estambres
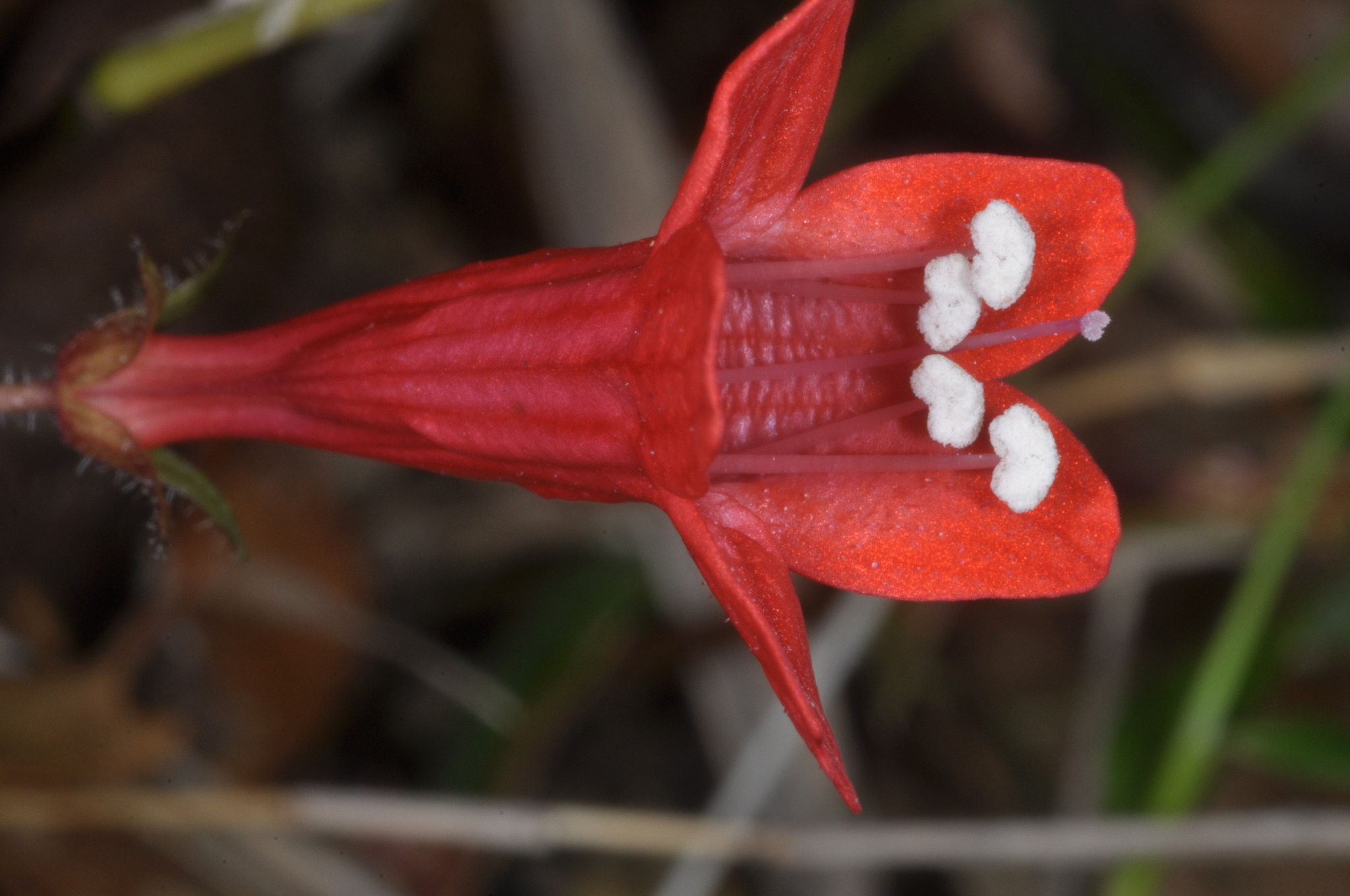
Corola con estambres